# 사카이 히로시
사카이 히로시(일본어: 坂井 浩, 1976년 10월 19일 ~ )는 일본의 전 축구 선수이다.

## 구단 경력
1995년 J1리그의 벨마레 히라쓰카에 입단했다. 1999년까지 29경기에 출전하여, 6득점을 넣었다. 2000년 J2리그의 오이타 트리니타로 이적했다. 2000년후 현역 은퇴.

## 국가대표팀 경력
그는 1993년 FIFA U-17 세계 축구 선수권 대회에 참가할 일본 U-17 국가대표팀에 발탁되었으며, 2경기에 출전했다.